# Alexander de Roo
Alexander de Roo (ur. 30 sierpnia 1955 w Lejdzie) – holenderski polityk, ekolog, deputowany do Parlamentu Europejskiego (1999–2004).
Studiował inżynierię chemiczną na Uniwersytecie Technicznym w Delfcie, następnie politologię na Uniwersytecie Amsterdamskim.
W latach 70. wspierał ruchy antynuklearne. Był działaczem Partii Pacyfistyczno-Socjalistycznej, na początku lat 80. pełnił funkcję jej wiceprzewodniczącego. Później zaangażował się w działalność GroenLinks (Zielonej Lewicy), od 1997 do 1999 kierował jej biurem w Brukseli. W latach 1985–1999 pracował w grupie Europejskiej Partii Zielonych w Europarlamencie, zajmując się m.in. polityką społeczną i sprawami ochrony środowiska.
W wyborach w 1999 z ramienia GroenLinks uzyskał mandat posła do Parlamentu Europejskiego V kadencji. Należał do grupy Zielonych i Wolnego Sojuszu Europejskiego, był m.in. wiceprzewodniczącym Komisji Ochrony Środowiska, Zdrowia i Ochrony Konsumentów. W PE zasiadał do 2004. Nie uzyskał reelekcji. Objął później stanowisko doradcy ds. środowiska w administracji Geldrii.